# Dig Out Your Soul
Dig Out Your Soul è il settimo e a oggi ultimo album in studio della band inglese Oasis, pubblicato il 3 ottobre 2008.
Registrato da agosto a dicembre 2007 agli Abbey Road Studios e da gennaio a marzo 2008 al The Village Recorder, fu anticipato dal singolo The Shock of the Lightning, pubblicato il 29 settembre 2008. Entrato direttamente al primo posto della classifica britannica degli album, ha venduto 90 000 copie nel Regno Unito nel giorno d'esordio, risultando il secondo album venduto più velocemente del 2008.
La versione giapponese dell'album è uscita il 1º ottobre e contiene due bonus tracks: I Believe in All ed una versione alternativa di The Turning.

## Genesi
A gennaio 2007, in un'intervista rilasciata alla rivista NME, Noel Gallagher aveva rivelato alcuni particolari sull'album:
Sempre lo stesso Noel ha dichiarato di aver cercato un approccio diverso al consueto suono degli Oasis:

## Registrazioni
Le registrazioni dell'album sono iniziate nell'agosto 2007 negli Abbey Road Studios e sono proseguite sino al dicembre 2007, per poi ricominciare nel gennaio 2008 negli studi The Village Recorder e terminare definitivamente nel marzo successivo. L'album è stato poi mixato a Los Angeles. Pare che ci siano voluti sostanziosi incentivi da parte del gruppo per farsi perdonare gli eccessi avuti negli studi londinesi durante le registrazioni del precedente Be Here Now (1997), eccessi che fino ad allora avevano causato il rifiuto degli studi a qualsiasi altra iniziativa degli Oasis.
Parlando del titolo dell'album, Noel ha detto:

## Riscontro di critica e pubblico
Il responso della critica è stato in prevalenza positivo. Come sottolineato da molti critici, è "un disco più che mai in puro stile Oasis" e "sembra che il gruppo abbia creato qualcosa che può a buon diritto essere accostato a (What's the Story) Morning Glory?". Jonathan Cohen, della rivista Billboard, ha scritto che con questo album la band "torna alle sue radici rock essenziali", perché la canzone di apertura, Bag it Up, ricorda molto Columbia di Definitely Maybe. Luke Bainbridge dell'Observer lo ha valutato con 4 stelle su 5, aggiungendo: "Si può dire che se Definitely Maybe è il loro Stone Roses, questo nuovo album è il loro Second Coming. Non farà guadagnare a loro nuovi fan, ma coloro i quali l'ultima volta hanno creduto alla verità, lo apprezzeranno". Anche Alan McGee, il famoso produttore che scoprì gli Oasis, ha salutato con entusiasmo l'album e lo ha paragonato a Revolver dei Beatles e a Beggars Banquet dei Rolling Stones.
Nel Regno Unito l'album ha venduto 90 000 copie nel giorno d'esordio, risultando il secondo album venduto più velocemente del 2008. Ha debuttato al primo posto della UK album chart e ha venduto 200 866 copie nella prima settimana (51º album venduto più velocemente in tutte le epoche nel Regno Unito). Ha poi esordito al 5º posto nella US Billboard 200 con 53 000 copie vendute, era dal 1997, con Be Here Now, che gli Oasis non raggiungevano una posizione così alta negli Stati Uniti, sebbene le vendite della prima settimana siano inferiori a quelle di Don't Believe the Truth. Ciononostante I'm Outta Time, secondo singolo estratto dall'album, non è andato oltre la dodicesima posizione nel Regno Unito, interrompendo così una serie di ventidue singoli degli Oasis giunti tutti nelle prime dieci posizioni in classifica, da Live Forever in poi.
L'uscita dell'album è stata seguita dalla partenza di un tour di 18 mesi che ha toccato varie parti del mondo. Ai concerti non ha partecipato Zak Starkey che, pur avendo realizzato il disco in studio insieme alla band, l'ha abbandonata nel maggio 2008 a causa di divergenze tra progetto degli Oasis e degli Who. Starkey è stato rimpiazzato da Chris Sharrock, che, come il primo, non è membro ufficiale del gruppo.

## Promozione
Prima dell'uscita dell'album si sono verificati dei curiosi episodi. In alcune grandi città del Regno Unito, infatti, erano comparsi misteriosamente in luoghi pubblici dei graffiti raffiguranti il logo del disco seguito dalla scritta "Today", a ridosso della data di pubblicazione del nuovo album.
Per approfittare della situazione si decise di bandire sul sito ufficiale della band – in collaborazione con la rivista NME – una competizione aperta a giovani artisti con in palio vari premi: un biglietto VIP gratuito per un concerto del gruppo a scelta, una console Xbox 360 con incluso il videogioco musicale Guitar Hero World Tour e un cofanetto in edizione limitata del nuovo album. Compito dei partecipanti è di realizzare le migliori cover delle canzoni The Turning, (Get Off Your) High Horse Lady, Bag It Up e The Shock of the Lightning, che erano già presenti in anteprima in rete e di cui furono pubblicati gli spartiti su NME, insieme ad altro materiale promozionale. Gli stessi Oasis, per l'occasione, incontrarono di persona gli artisti di strada newyorkesi e ascoltarono le loro esecuzioni dal vivo.

## Tour
Il Dig Out Your Soul Tour è iniziato al WaMu Theater di Seattle, negli Stati Uniti d'America, il 26 agosto 2008 e si è concluso il 23 agosto 2009 a Weston Park, al V Festival. Le ultime tre date del tour, che si sarebbe dovuto concludere a Milano, sono state cancellate a causa dell'abbandono di Noel Gallagher, che ha lasciato la band pochi minuti prima di salire sul palco del festival Rock en Seine di Parigi.

## Tracce
Voce principale di Liam Gallagher, eccetto dove diversamente indicato.
1. Bag It Up - 4:40 - (Noel Gallagher)
2. The Turning - 5:04 - (Noel Gallagher)
3. Waiting for the Rapture - 3:03 - (Noel Gallagher) Voce principale: Noel Gallagher
4. The Shock of the Lightning - 4:59 - (Noel Gallagher)
5. I'm Outta Time - 4:10 - (Liam Gallagher)
6. (Get Off Your) High Horse Lady - 4:07 - (Noel Gallagher) Voce principale: Noel Gallagher
7. Falling Down - 4:18 - (Noel Gallagher) Voce principale: Noel Gallagher
8. To Be Where There's Life - 4:35 - (Gem Archer)
9. Ain't Got Nothin - 2:14 - (Liam Gallagher)
10. The Nature of Reality - 3:48 - (Andy Bell)
11. Soldier On - 4:50 - (Liam Gallagher)

## Formazione
- Liam Gallagher – voce, chitarra acustica (traccia 5), percussioni
- Noel Gallagher – voce, chitarra elettrica, chitarra acustica, tastiera, elettrofono, batteria (tracce 1, 3 e 11), melodica (traccia 11), cori
- Gem Archer – chitarra elettrica, chitarra acustica, basso nella traccia 10, tastiere
- Andy Bell – basso, chitarra elettrica nella traccia 10, tastiera, tambura
- Zak Starkey – batteria
- Jay Darlington – mellotron (traccia 7), elettrofono (traccia 7)

### Altri musicisti
- The National In-Choir – cori (traccia 2)

## Classifiche
| Classifica (2008)         | Posizione massima |
| ------------------------- | ----------------- |
| Australia                 | 5                 |
| Austria                   | 13                |
| Belgio (Fiandre)          | 10                |
| Belgio (Vallonia)         | 5                 |
| Canada                    | 5                 |
| Danimarca                 | 13                |
| Finlandia                 | 14                |
| Francia                   | 4                 |
| Germania                  | 8                 |
| Giappone                  | 2                 |
| Irlanda                   | 2                 |
| Italia                    | 1                 |
| Messico                   | 12                |
| Norvegia                  | 11                |
| Nuova Zelanda             | 6                 |
| Paesi Bassi               | 11                |
| Portogallo                | 27                |
| Regno Unito               | 1                 |
| Spagna                    | 14                |
| Stati Uniti               | 5                 |
| Stati Uniti (alternative) | 3                 |
| Stati Uniti (digital)     | 2                 |
| Stati Uniti (rock)        | 3                 |
| Stati Uniti (tastemaker)  | 3                 |
| Svezia                    | 8                 |
| Svizzera                  | 2                 |